# Lula Cabral
Luiz Cabral de Oliveira Filho, (Cabo de Santo Agostinho, 29 de outubro de 1955), mais conhecido por Lula Cabral, é um empresário e político brasileiro. Foi deputado estadual de Pernambuco por quatro mandatos. Desde janeiro de 2025, é prefeito do Cabo de Santo Agostinho, exercendo seu 4º mandato para qual foi eleito em 2024.

## Carreira
Lula é empresário, fundador da empresa Transwinter Transportes.

### Disputa na eleição para a prefeitura do Cabo de Santo Agostinho em 1996
Lula concorreu à prefeitura do Cabo em 1996 pelo PP, sendo esta sua primeira eleição disputada. Ele obteve 35,55% dos votos, ficando em segundo lugar e sendo vencido pelo ex-prefeito Elias Gomes, do PSB, que obteve 41,92% dos votos.

### Eleição e primeiros mandatos como deputado estadual (1999–2005)
Dois anos depois de sua derrota, Lula foi eleito deputado estadual pelo PFL, com 31.348 votos.

#### Disputa na eleição para a prefeitura do Cabo de Santo Agostinho em 2000
Em sua segunda disputa pela prefeitura do Cabo, Lula foi novamente derrotado por Elias Gomes. Lula, ainda no PFL, e Elias, no PPS, eram os únicos candidatos na disputa, tendo o primeiro obtido 40,94% dos votos e o segundo 59,06%.

#### Reeleição à Assembleia Legislativa em 2002
Em 2002, Lula foi reeleito deputado estadual pelo PMDB com 27.465 votos, numa coligação oposicionista aliada à candidatura de Jarbas Vasconcelos ao governo de Pernambuco.

#### Eleição para a prefeitura do Cabo de Santo Agostinho em 2004
Na terceira tentativa, Lula Cabral, agora no PTB, foi eleito para seu primeiro cargo no Poder Executivo com 43,47% dos votos válidos, contra os 40,88% do candidato situacionista Chico Amorim, do PPS, que tinha apoio do prefeito Elias Gomes e do governo estadual de Jarbas Vasconcelos. Lula, ao vencer, prometeu procurar "governar para todos, especialmente, para os menos favorecidos, contribuindo para o desenvolvimento econômico e social do Cabo”.

### Primeiros mandatos como prefeito do Cabo de Santo Agostinho (2005–2013)

#### Reeleição em 2008 e segundo mandato
Em 2008, ainda no PTB, foi reeleito prefeito com mais de 60 pontos percentuais contra Betinho Gomes, do PSDB, filho do ex-prefeito Elias Gomes. Em 2012, ao concluir seu mandato, apoiou Vado da Farmácia, do PSB, para sua sucessão, que foi o candidato vencedor em outra eleição contra Betinho Gomes.

### Terceiro mandato como deputado (2015–2017)

#### Eleição para a prefeitura do Cabo de Santo Agostinho em 2016
Lula Cabral, agora no PSB, foi eleito para um terceiro mandato como prefeito do Cabo em 2016, com 55,53% dos votos contra Betinho Gomes, que obteve 36,51%.

### Terceiro mandato como prefeito (2017–2021)

#### Prisão e afastamento do cargo
Em 19 de outubro de 2018, a Polícia Federal, na Operação Abismo, prendeu 22 pessoas e emitiu 42 mandados de busca e apreensão em vários locais do Brasil por crimes como lavagem de dinheiro, associação criminosa, crimes financeiros e corrupção ocorridos num esquema de fraudes na prefeitura do Cabo de Santo Agostinho, sendo Lula Cabral um dos presos. A PF afirmou na época que os envolvidos receberam propina para transferir R$ 90 milhões dos recursos do fundo de pensão dos servidores públicos do município de um título de uma instituição financeira sólida para um título de uma empresa composta por ativos de risco, comprometendo o pagamento das aposentadorias, tendo as investigações indicado que esse esquema ocorreu a mando do prefeito. A Prefeitura do Cabo de Santo Agostinho e o PSB, então partido do prefeito, se manifestaram a favor de Lula e com confiança no processo da Justiça.
Em 14 de janeiro de 2019, Lula foi solto, ficando sob monitoramento eletrônico, mas teve que pagar uma fiança de 180 salários mínimos (R$ 179 mil) e se afastar do cargo por 180 dias, devendo comparecer à Justiça Federal a cada dois meses e não contatar os outros envolvidos na investigação. Em 8 de maio do mesmo ano, ele se tornou réu de um processo sobre o caso junto a quatro funcionários da Prefeitura. Em 12 de julho, pouco antes da conclusão dos 180 dias de afastamento, o TRF-5 prorrogou o afastamento do prefeito por período indeterminado, até a conclusão da instrução probatória na ação penal, mas três meses depois, em 11 de outubro, após o envio de uma petição pela defesa de Lula Cabral ao STF, o ministro Dias Toffoli suspendeu essa prorrogação até o julgamento do prefeito. Quatro dias depois, em 15 de outubro, o prefeito retomou as atividades em seu cargo.

#### Tentativa de reeleição em 2020
Durante seu terceiro mandato, Lula rompeu com o vice-prefeito Keko do Armazém, que se candidatou à prefeitura em 2020 contra a candidatura de reeleição de Lula. O vice-prefeito venceu a eleição com 47,56% dos votos válidos, contra 29,29% do prefeito.

### Eleição de 2022 e quarto mandato como deputado (2023–2025)
Lula, agora no Solidariedade, se candidatou novamente a deputado estadual em 2022, mas teve sua candidatura negada pelo TRE-PE pois as contas de seu governo em 2017 foram rejeitadas pela Câmara Municipal do Cabo de Santo Agostinho, devido a irregularidades na transferência de recursos do fundo de previdência dos servidores públicos do município. A defesa de Lula alegou que a Câmara extrapolou seus limites, já que a recomendação do TCE foi de aprovação, mas a desembargadora Iasmina Rocha rejeitou a argumentação. Ainda assim, foi possível votar nele e, se sua candidatura não fosse rejeitada, estaria eleito. Cinco dias após a eleição, o TRE aceitou um recurso da defesa do ex-prefeito, autorizando seu registro de candidatura mas não o deferindo. Em dezembro, o ministro Ricardo Lewandowski, do Tribunal Superior Eleitoral (TSE), deferiu sua candidatura, determinando "a imediata retotalização dos votos". Lula Cabral, assim, tornou-se deputado estadual em 2023.

#### Eleição para a prefeitura do Cabo de Santo Agostinho em 2024
Lula se candidatou novamente para a prefeitura do Cabo em 2024, mas teve sua candidatura impugnada pelo TRE-PE pelo mesmo motivo que quase o impediu de concorrer a seu assento na ALEPE em 2022. Como em 2022, ele pôde ser votado e venceu a eleição com sua candidatura sub judice com 46,64% dos votos contra 41,74% dos votos de Keko do Armazém, que tentava a reeleição. Semanas depois da eleição, em 29 de outubro, o ministro Nunes Marques do TSE, órgão com dever de julgar as candidaturas sub judice, autorizou sua candidatura.

### Quarto mandato como prefeito (2025–presente)
Lula tomou posse de seu quarto mandato em 1º de janeiro de 2025, reafirmando seu compromisso com a cidade: “Vamos buscar todas as oportunidades junto aos governos estadual e federal. Nossa cidade não pode viver refém da violência, das milícias, com lixo espalhado pelas ruas. Temos o dever de fazer o melhor pelo Cabo e vamos fazer, conversando e ouvindo cada cidadão e cidadã”.

## Vida pessoal
Lula é pai de sete filhos e avô de sete netos.